# Brampton Ash
Brampton Ash – wieś w Anglii, w hrabstwie Northamptonshire, w dystrykcie (unitary authority) North Northamptonshire. Leży 28 km na północ od miasta Northampton i 119 km na północny zachód od Londynu.